# Хмелевка (Арбажский район)
Хмелевка — деревня в Арбажском муниципальном округе Кировской области России.

## География
Деревня находится в юго-западной части Кировской области, в зоне хвойно-широколиственных лесов, на правом берегу реки Хмелевки, к западу от автодороги 33Н-010, на расстоянии приблизительно 23 километров (по прямой) к северо-востоку от посёлка городского типа Арбаж, административного центра района. Абсолютная высота — 134 метра над уровнем моря.
Климат
Климат характеризуется как умеренно континентальный, с умеренно холодной снежной зимой и тёплым летом. Среднегодовая температура — 2 °C. Абсолютный минимум температуры воздуха самого холодного месяца (января) составляет −47 °C; абсолютный максимум самого тёплого месяца (июля) — 40 °C. Годовое количество атмосферных осадков — 527 мм, из которых 354 мм выпадает в период с апреля по октябрь.

## Население
| 2010 |
| ---- |
| 1    |

Половой состав
По данным Всероссийской переписи населения 2010 года в гендерной структуре населения женщины составляли 100 %.
Национальный состав
Согласно результатам переписи 2002 года, в национальной структуре населения русские составляли 100 % из 2 чел.